# Macropholidus ruthveni
Espèce
Statut de conservation UICN

 LC  : Préoccupation mineure
Macropholidus ruthveni est une espèce de sauriens de la famille des Gymnophthalmidae.

## Répartition
Cette espèce est endémique du Pérou. Elle se rencontre entre les régions de Piura et de Cajamarca.

## Étymologie
Cette espèce est nommée en l'honneur d'Alexander Grant Ruthven.

## Publication originale
- Noble, 1921 : Some new lizards from northwestern Peru. Annals of the New York Academy of Sciences, vol. 29, p. 133-139.